# دهشة (مسلسل)
دهشة هو مسلسل تلفزيوني مصري عُرض في عام 2014 خلال شهر رمضان، من بطولة يحيى الفخراني، نبيل الحلفاوي، ياسر المصري، ياسر جلال، فتحي عبد الوهاب، يسرا اللوزي، حنان مطاوع، عايدة عبد العزيز، من تأليف عبد الرحيم كمال، ومن إخراج شادي الفخراني. المسلسل مأخوذ عن مسرحية لوليم شكسبير، بعنوان الملك لير. يذكر أن يحيى الفخراني قد قام من قبل بدور الملك لير على المسرح القومي.

## قصة المسلسل
في قرية من قرى الصعيد تدعى دهشة، يقرر رجل يدعى الباسل حمد الباشا، أن يقسم ثروته من أموال وعقارات، على بناته الثلاث، وهو على قيد الحياة؛ مخافة أن يذهب بعض ورثه إلى إخوته: مهران، وأبو ضيف، وعلام حمد الباشا، غير الأشقاء، بعد أن ورث كنزاً من صديق عمره أبو زيد الذي لا وريث له. لكنه يكتشف في ما بعد أنه كان مخطئًا في قراره؛ إذ يجد قسوة وجفاءاً من بناته، بعد أن حصلت كل منهن على نصيبها.

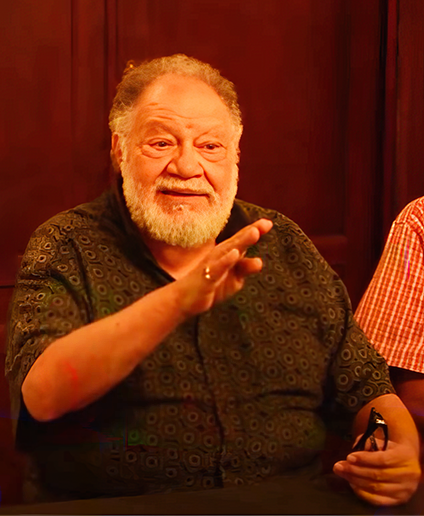
يحيى الفخراني في دور الباسل حمد الباشا

## بطولة
- يحيى الفخراني
- يسرا اللوزي
- فتحي عبد الوهاب
- نبيل الحلفاوي
- محمد وفيق
- فتوح أحمد
- محمد الأحمدي
- ياسر المصري
- عمرو عابد
- ندى موسى
- محمد ريحان
- عادل أمين

## أماكن التصوير
رفضت الشركة المنتجة الاستعانة بإحدى قرى مدينة الإنتاج الإعلامي لتصوير المسلسل، وقررت أن تبني ستديوهاتها بمنطقة صحراوية بالصعيد.